# Boy Mondragón
Boy Mondragón es un cantante filipino nacido en 1958, unos de los más famosos y exitosos en la década de los años 70.  La mayor parte de sus canciones han sido dedicados a la vida. Además es uno de los artistas más admirados por la gente que lo ha escuchado ya que todas sus canciones han sido escuchadas por millones de seguidores. Además ha sido apodado como el Michael Jackson de Filipinas, por su fama y estilo que tenía desde aquel entonces.

## Discografía
- A House is Not a Home (boy)  - 1970
- Come Back to Me (boy) - 1970
- I Know (boy) - 1970
- Only You (boy)  - 1970
- Please Forgive Me  - 1970
- Rain (boy)  - 1970
- Road to Love  - 1970
- To Forget You  - 1970
- What Am I Gonna Do - 1970
- With My Regrets (boy)   - 1970
- Yester Me, Yester You, Yesterday (boy) - 1970

## Artistas relacionados
- Donna Cruz
- Gary Valenciano
- George Canseco